# Zsákhordó lepkefélék
A zsákhordó lepkefélék (Psychidae) a valódi lepkék alrendjébe tartozó Heteroneura alrendág Tineoidea öregcsaládjának egyik családja. A hagyományos felosztás szerint – amint erre alternatív nevük is utal (csőzsákos-molyfélék) – a molylepkék (Microlepidoptera) közé tartoznak.

## Megjelenésük
Apró termetű molylepkék; a hímek szárnya a legtöbbször szürke vagy áttetsző. A nőstények gyakran szárnyatlanok; mi több, gyakran csápjuk, szájszervük és lábuk sincs.
A szárnyas hímek kicsik és soványak, szárnyak többnyire egyszínű szürkék vagy barnák, végük szélesen lekerekített. Testük rendszerint szőrös, csápjuk pillás vagy fésűs. Igen rövid ideig repülnek, a párzás után hamar elpusztulnak.
A legnagyobb európai faj a 15 mm szárnyfesztávú kormos zsákhordólepke (Conephora unicolor).

## Életmódjuk
A hernyók zuzmókon, illetve fűféléken élnek. Magasabb rendű fajaik polifágok – egyesek rovarhullákkal (is) táplálkoznak, és ragadozók is akadnak köztük. Cső-, illetve zsákszerű szövedékük felületére az egyes fajok más- és másfajta anyagokat (növénytörmeléket, kavics-, illetve homokszemeket stb.) ragasztanak. Mindvégig a csőben maradnak, ott is bábozódnak be, sőt, a nőstények még imágó korukban sem hagyják azt el; a hímek ott keresik fel és termékenyítik meg őket.
A kikelő hernyók elhagyják a régi zsákot, és újat készítenek: a zsák jó faji határozó bélyeg. A hím lepkévé fejlődő hernyók zsákja hosszabb és karcsúbb. Ezt két évig mindenhová magukkal cipelik, majd a talajszinten bábozódnak. A nőstények öblösebb zsákjukat mintegy 2 m magasan helyezik el, hogy a hím majdan rájuk találhasson.

## Rendszertani felosztásuk a magyarországi fajokkal
A rendkívül fajgazdag családot tíz alcsaládra és további mintegy 150, alcsaládba nem sorolt nemre bontják. Magyarországon 41 fajuk él:
1. Epichnopteriginae alcsalád két nemzetséggel:
1.1. Epichnopterigini nemzetség (Tutt, 1900) hat nemmel;
- Acentra (Burrows, 1932)
  - lisztes zsákhordó lepke (Acentra subvestalis Wehrli, 1933)
- Bijugis (Heylaerts, 1881)
  - alkonyati zsákhordó lepke (Bijugis bombycella Denis & Schiffermüller, 1775)
  - füstös zsákhordó lepke (Bijugis pectinella Denis & Schiffermüller, 1775)
- Epichnopterix (Hb., 1825)
  - ólomszürke zsákhordó lepke (Epichnopterix plumella Denis & Schiffermüller, 1775)
  - magyar zsákhordó lepke (Epichnopterix kovacsi Sieder, 1955)
- Heliopsychidea
- Montanima
- Rebelia (Heylaerts, 1900)
  - selyemfényű zsákhordó lepke (Rebelia sapho (Millière, 1864)
  - tollszárnyú zsákhordó lepke (Rebelia surientella Bruand, 1858)
  - őszi zsákhordó lepke (Rebelia herrichiella Strand, 1912)

1.2. Stichobasini nemzetség (Strand, 1929):
- Psychidea (Rambur, 1866)
  - pőre zsákhordó lepke (Psychidea nudella Ochsenheimer, 1810)
- Stichobasis (Kirby, 1892)
- Whittleia (Tutt, 1900)
  - rácsos zsákhordó lepke (Whittleia undulella Fischer von Röslerstamm, 1837)

2. Metisinae alcsalád két nemmel:
- Brachycyttarus
- Metisa

3. Naryciinae alcsalád (Tutt, 1900) két nemzetséggel:
3.1. Dahlicini nemzetség (Enderlein, 1936) kilenc nemmel:
- Brevantennia (Sieder, 1953):
  - Herrmann zsákhordó lepkéje (Brevantennia herrmanni Weidlich, 1996)
- Dahlica (Enderlein, 1912):
  - szűznemző csövesmoly (Dahlica triquetrella Hb., 1813)
  - bükkös szűznemző moly (Dahlica lichenella L., 1761)
  - hegyi csövesmoly (Dahlica nickerlii Heinemann, 1870)
- Eosolenobia (Filipjov, 1924):
  - északi csövesmoly (Eosolenobia manni Zeller, 1852)
- Eudahlica,
- Postsolenobia,
- Praesolenobia (Sieder, 1954)
  - hordós csövesmoly (Praesolenobia clathrella Fischer von Röslerstamm, 1837)
- Sauterelia,
- Siederia (Meier, 1953),
  - fenyveslakó csövesmoly (Siederia listerella L., 1758)
- Solenobia;

3.2. Naryciini nemzetség (Tutt, 1900) három nemmel:
- Diplodoma (Zeller, 1852)
  - tarka zsákhordó lepke (Diplodoma adspersella Heinemann, 1870)
  - fehérpettyes zsákhordó lepke (Diplodoma laichartingella Goeze, 1783)
- Narycia (Stephens, 1833)
  - fehér fejű zsákhordó lepke (Narycia astrella (Herrich-Schäffer, 1851)
  - fehérsávos zsákhordó lepke (Narycia duplicella Goeze, 1783)
- Trigonodoma

4.  Oiketicinae alcsalád 4 nemzetséggel és nemzetségbe nem sorolt nemekkel:
4.1. Acanthopsychini nemzetség (Tutt, 1900) közel negyven nemmel:
- Acanthoecia
- Acanthopsyche (Heylaerts, 1881)
  - fekete zsákhordó lepke (Acanthopsyche atra L., 1767)
  - fenyőtűs zsákhordó lepke (Acanthopsyche ecksteini Lederer, 1855)
  - budai zsákhordó lepke (Acanthopsyche siederi Szőcs, 1961)
- Amatissa
- Amicta
- Aspinoides
- Astala
- Auchmophila
- Bambalina
- Bathromelas
- Bourgognea
- Canephora (Hb., 1822) 
  - kormos zsákhordó lepke (Canephora hirsuta (Poda, 1761)
- Cathopsyche
- Chalioides
- Chaliopsis
- Claniades
- Cryptothelea
- Curtorama
- Dappula
- Deborrea
- Dendropsyche
- Eucalyptipsyche
- Eumeta
- Eurukuttarus
- Heylaertsia
- Hyalarcta
- Hyalinaria
- Hyaloptila
- Kophene
- Kotochalia
- Lindnerica
- Liothula
- Lomera
- Mahasena
- Manatha
- Metaxypsyche
- Naevipenna
- Oiketicoides (Heylaerts, 1881)
  - sárgás zsákhordó lepke (Oiketicoides lutea (Staudinger, 1870)
- Pachytelia (Westwood, 1848)
  - nagy zsákhordó lepke (Pachythelia villosella Ochsenheimer, 1810)

4.2. Apteronini nemzetség (Tutt, 1900) három nemmel,
- Apterona (Millière, 1857)
  - csigahéjas zsákhordólepke (Apterona helicoidella Vallot, 1827)
- Eumasia
- Pygmaeotinea

4.3. Oreopsychini nemzetség (Tutt, 1900) legalább három nemmel,
- Leptopterix
- Moffatia
- Oreopsyche
- Ptilocephala (Rambur, 1866 – egyesek[4] szerint az Oreopsyche nem egy része:
  - tollas zsákhordó lepke (Ptilocephala muscella, Oreopsyche muscella Denis & Schiffermüller, 1775)
  - alföldi zsákhordó lepke (Ptilocephala plumifera, Oreopsyche plumifera Ochsenheimer, 1810)

4.4. Phalacropterigini nemzetség (Tutt, 1900) öt nemmel,
- Eopsyche
- Loebelia
- Megalophanes (Heylaerts, 1881)
  - útszéli zsákhordó lepke (Megalophanes viciella Denis & Schiffermüller, 1775)
- Phalacropterix
- Sterrhopterix (Hb., 1825) 
  - barna zsákhordó lepke (Sterrhopterix fusca Haworth, 1809)

4.5. nemzetségen kívül 9 nem.
- Animula
- Biopsyche
- Eucoloneura
- Hyaloscotes
- Lumacra
- Oiketicus
- Pseudomelasina
- Pusillopsyche
- Striglocyrbasia

5. Placodominae alcsalád 3 nemmel:
- Anatolopsyche,
- Australoplacodoma,
- Placodoma.

Magyarországi fajai nincsenek.
6. Pseudarbelinae alcsalád 3 nemmel:
- Casana,
- Linggana,
- Pseudarbela.

Magyarországi fajai nincsenek.
7.  Psychinae alcsalád két nemzetséggel és nemzetségbe nem sorolt nemekkel:
7.1. Peloponnesiini  nemzetség egy nemmel (Peloponnesia),
7.2. Psychini nemzetség 16 nemmel:
- Anaproutia (Lewin, 1949)
  - szürkésbarna zsákhordó lepke (Anaproutia comitella Bruand, 1853)
- Armidalia
- Atelopsycha
- Bacotia (Tutt, 1899)
  - zuzmóevő zsákhordó lepke (Bacotia claustrella Bruand, 1845)
- Bruandia
- Ceratonetha
- Eriochrysis
- Heckmeyeria
- Ilygenes
- Lamyristis
- Luffia
- Mauropterix
- Proutia (Tutt, 1899)
  - nyírfa-zsákhordólepke (Proutia betulina Zeller, 1839)
- Psyche (Schrank, 1801)
  - fényes zsákhordó lepke (Psyche casta Pallas, 1767)
  - vaskos zsákhordó lepke (Psyche crassiorella Bruand, 1851)
- Tayalopsyche
- Themeliotis

7.3. Nemzetségen kívül 2 nem:
- Epaleura
- Ilygenes

8. Scoriodytinae alcsalád
Magyarországi fajai nincsenek.
9. Taleporiinae alcsalád két nemzetséggel és nemzetségbe nem sorolt nemekkel:
9.1. Eotaleporiini nemzetség egyetlen nem egyetlen fajával: Eotaleporia lusitaniella (Dysmasia lusitaniella),
9.2. Taleporiini nemzetség 10 nemmel:
- Altobankesia
- Bankesia
- Barbaroscardia
- Kozhantshikovia
- Lytrophila
- Picrospora
- Pseudobankesia
- Sciopetris
- Taleporia (Hb., 1825)
  - sárga csövesmoly (Taleporia politella Ochsenheimer, 1816)
  - közönséges csövesmoly (Taleporia tubulosa Retzius, 1783)
- Thranitica

9.3. nemzetségen kívül 5 nem:
- Apaphristis
- Archaeoneura
- Cebysa
- Cuphomantis
- Grypotheca

10. Typhoniinae alcsalád három nemzetséggel és nemzetségbe nem sorolt nemekkel:
10.1. Dissoctenioidini nemzetség  egy nemmel (Dissoctenioides),
10.2. Penestoglossini nemzetség 5 nemmel,
10.3. Typhoniini nemzetség 15 nemmel,
10.4. nemzetségen kívül 3 nem.
Magyarországi fajai nincsenek.

## Képek

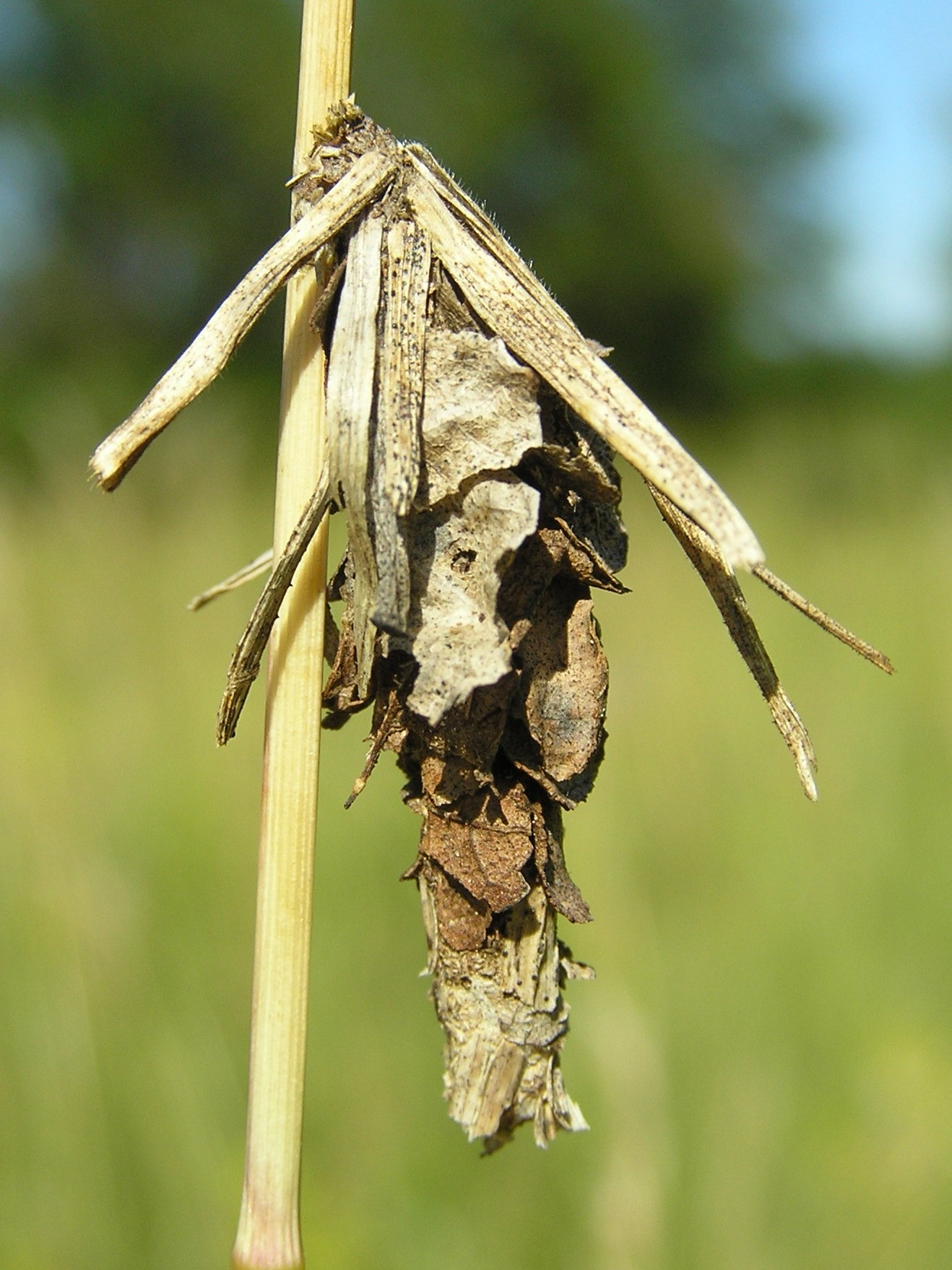
Canephora hirsuta
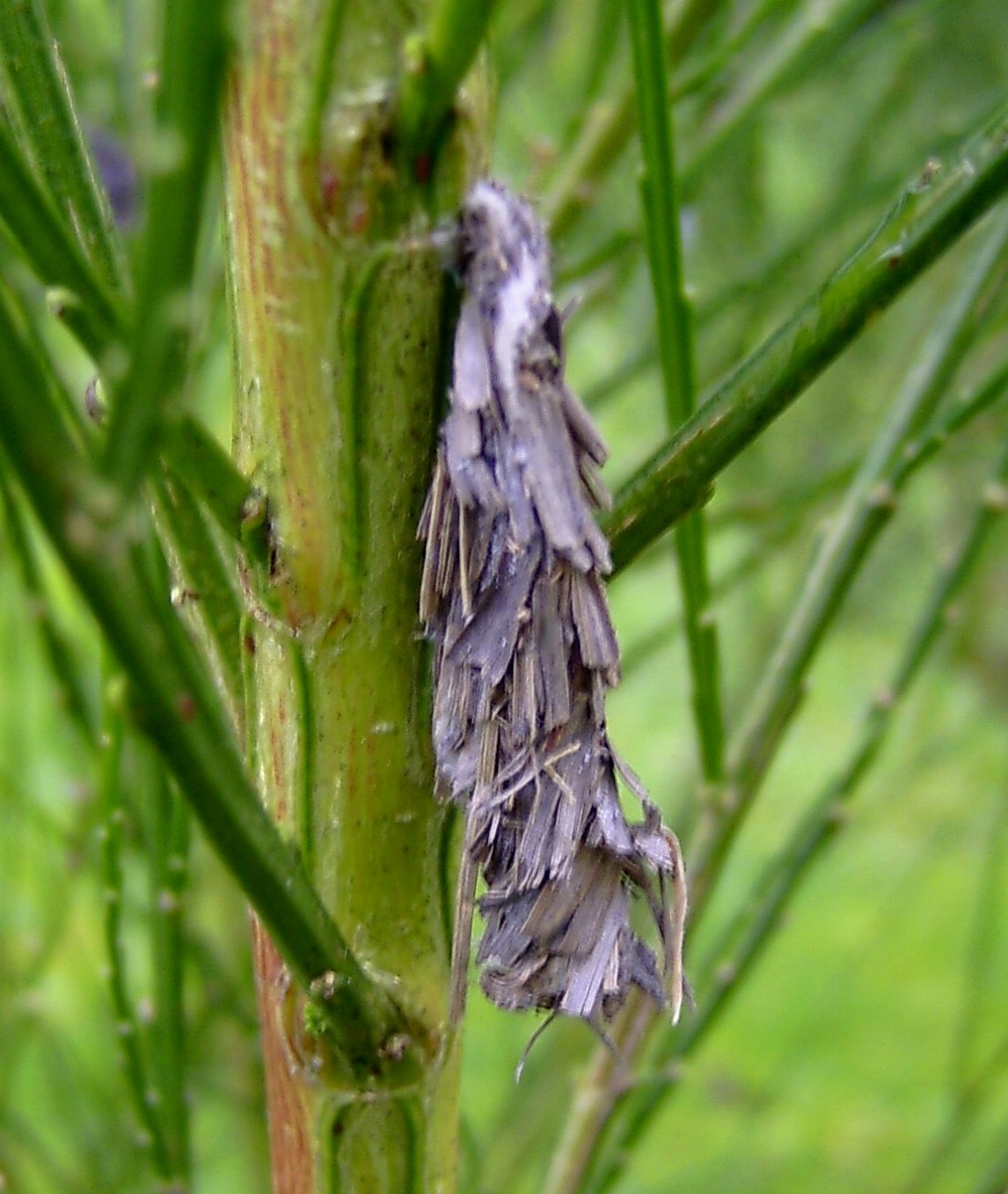
Pachythelia villosella
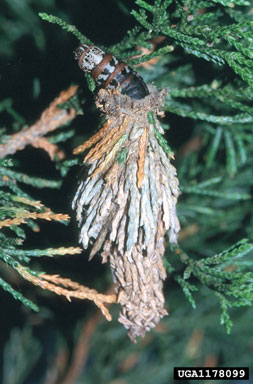
Thyridopteryx ephemeraeformis
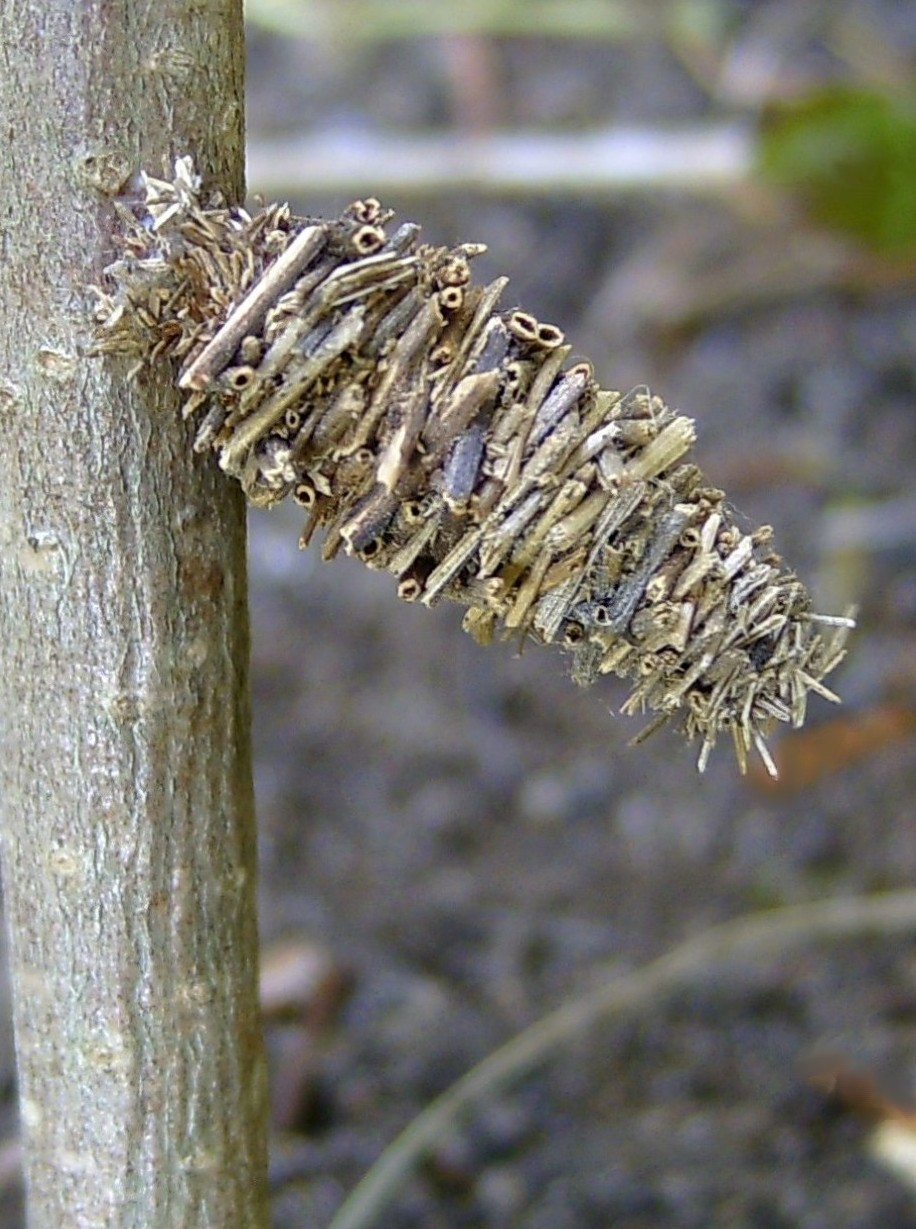
Megalophanes viciella
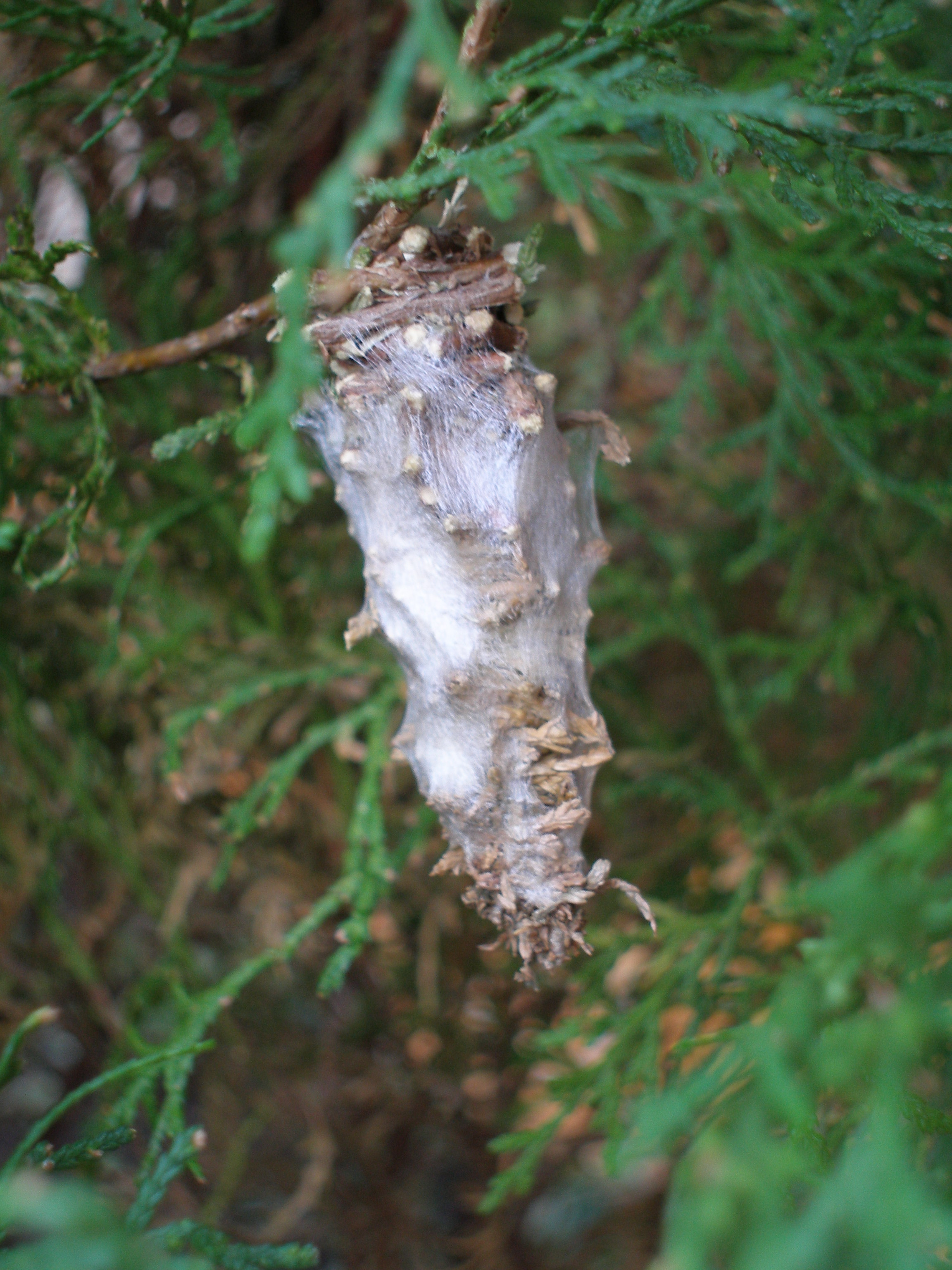
Oiketicus kirbyi
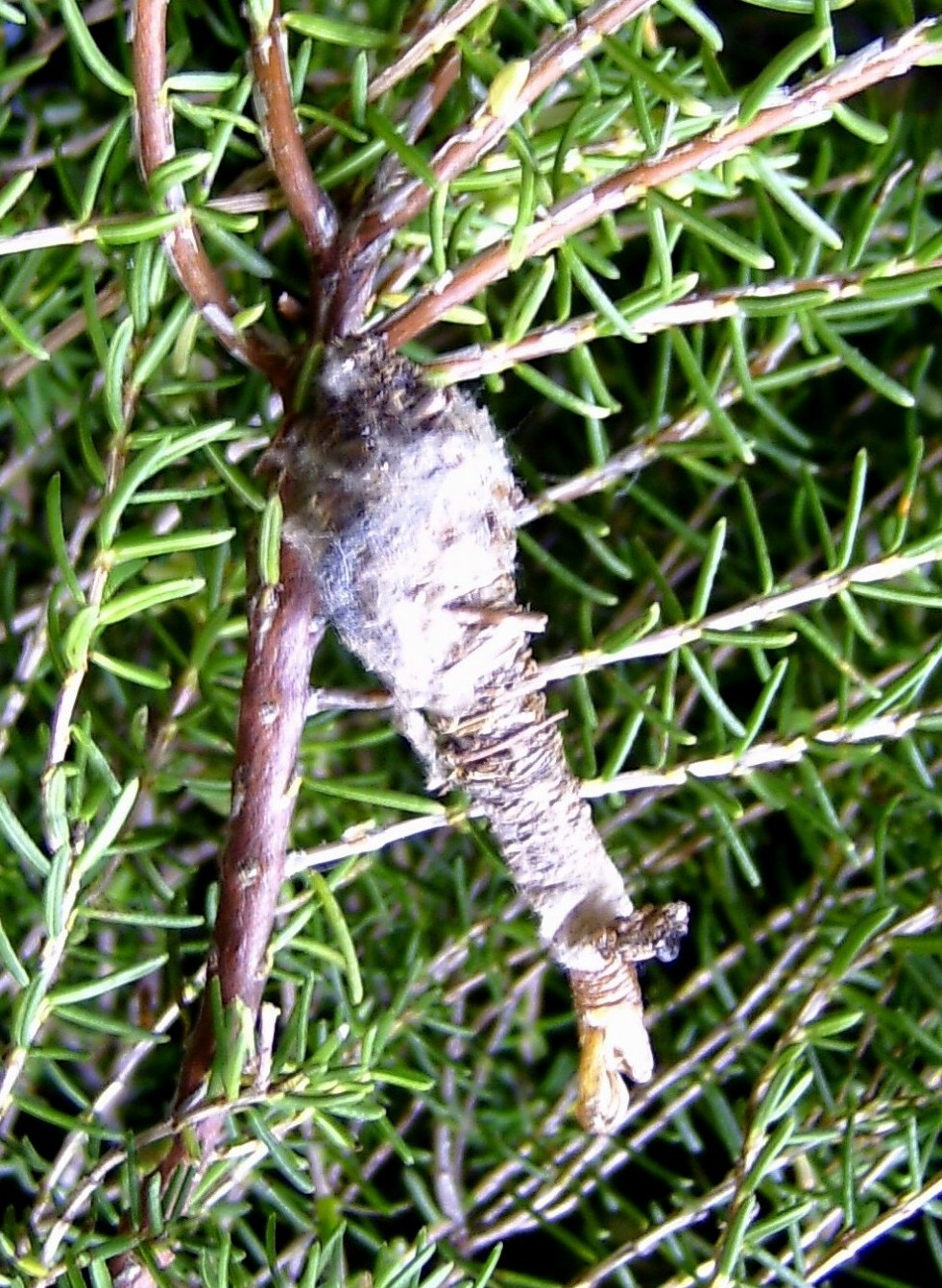
Phalacropterix graslinella
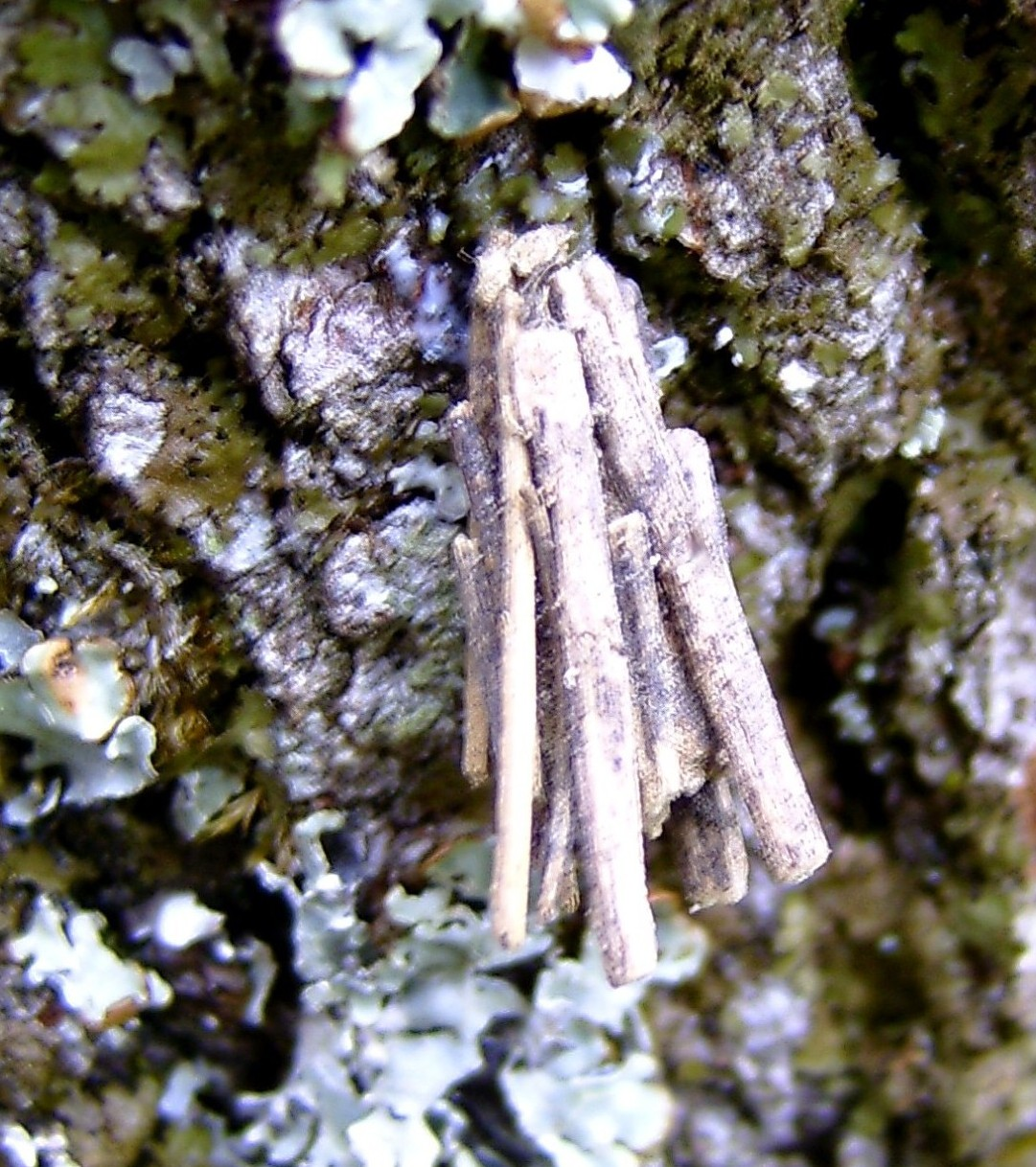
Psyche crassiorella
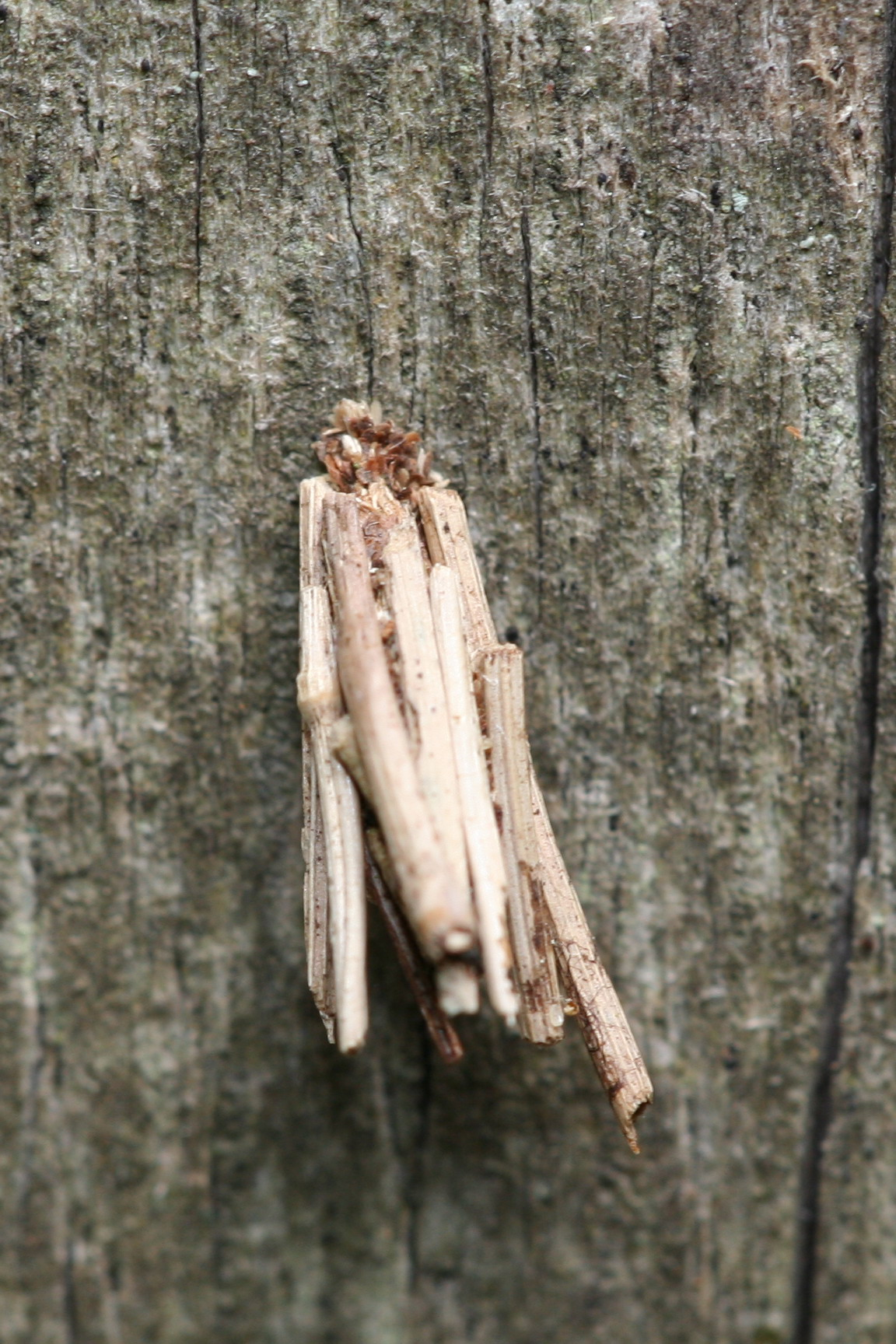
Psyche casta
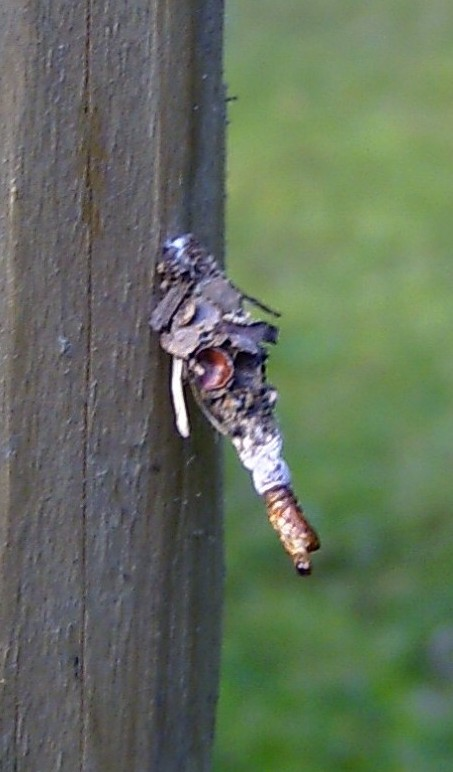
Sterrhopterix fusca
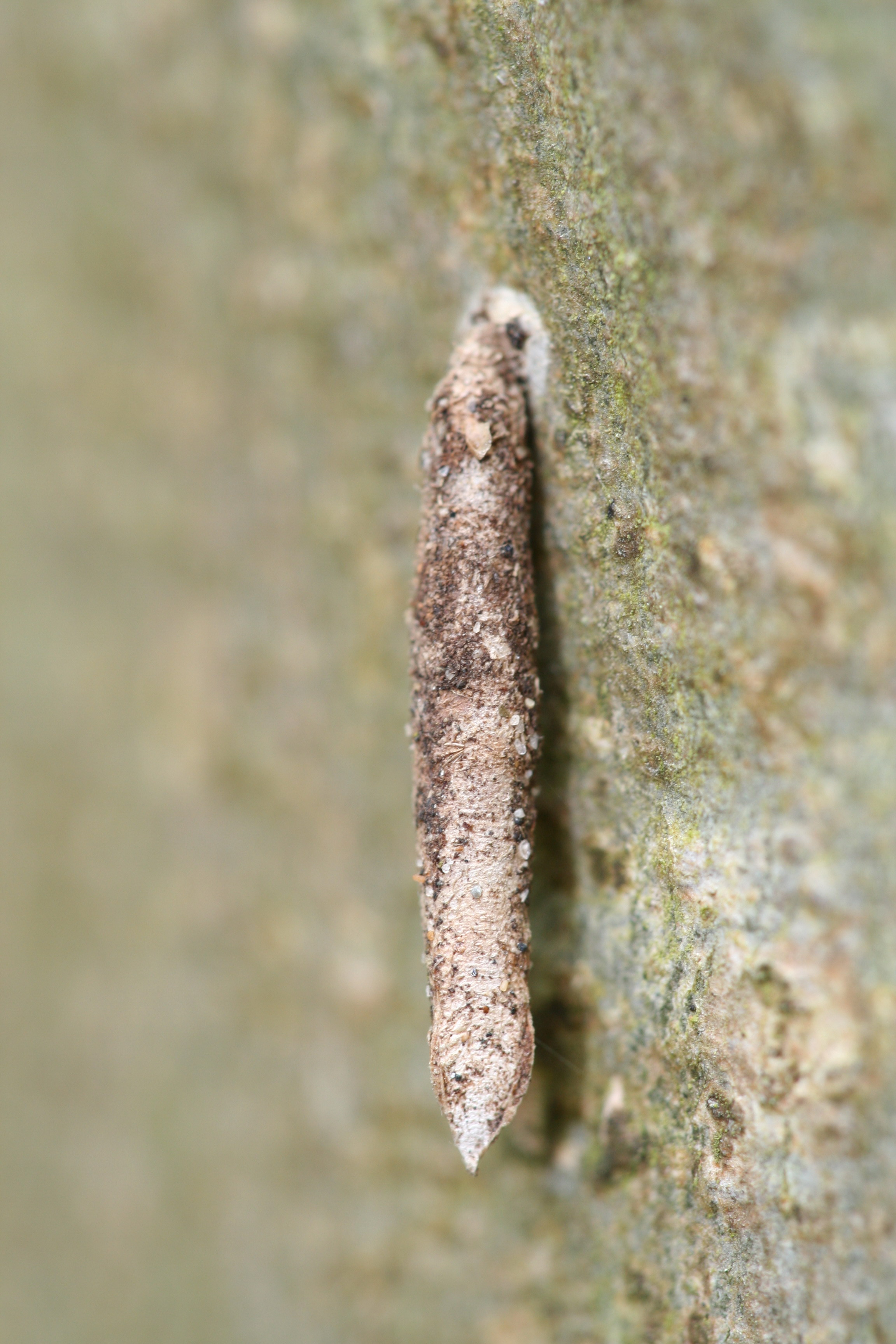
Taleporia tubulosa
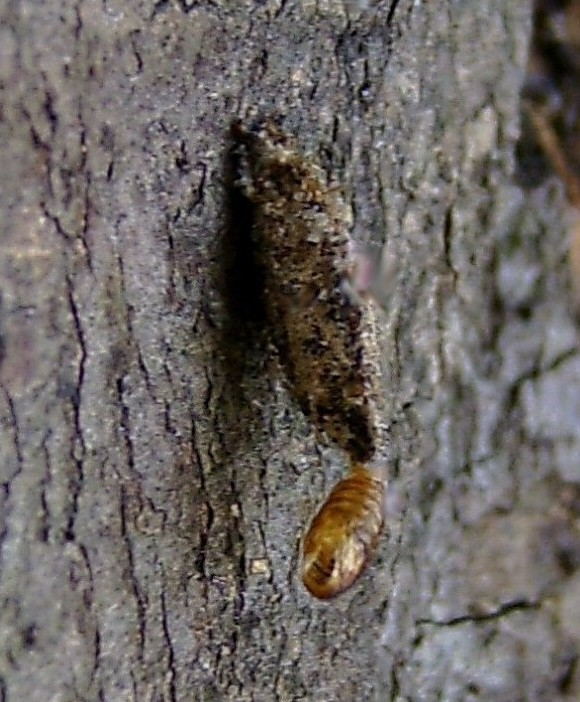
Dahlica triquetrella
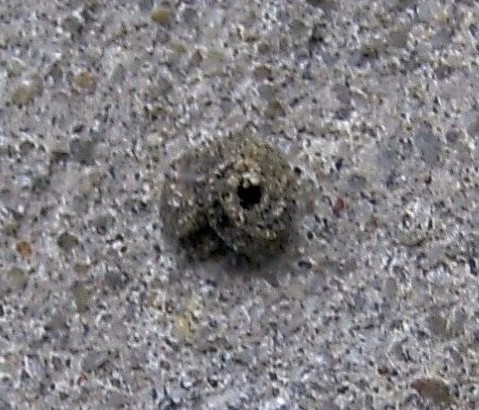
Apterona helicoidella